# Terra Nova (circonscription électorale)
Pour les articles homonymes, voir Terra Nova.
Circonscription électorale provinciale du Canada
Terra Nova est une circonscription électorale provinciale de la Chambre d'assemblée de la province canadienne de Terre-Neuve-et-Labrador.

## Liste des députés
| Terra Nova |                     |                           |                |             |
| Député     | Député              | Parti                     | Mandat         | Législature |
|            | Tom Lush (en)       | Libéral                   | 1975 - 1979    | 37e         |
|            | Tom Lush (en)       | Libéral                   | 1979 - 1982    | 38e         |
|            | Tom Lush (en)       | Libéral                   | 1982 - 1983    | 39e         |
|            | Glenn Greening      | Progressiste-conservateur | 1983 - 1985    | 39e         |
|            | Glenn Greening      | Progressiste-conservateur | 1985 - 1989    | 40e         |
|            | Glenn Greening      | Progressiste-conservateur | 1989 - 1993    | 41e         |
|            | Kay Young (en)      | Libéral                   | 1993 - 1996    | 42e         |
|            | Tom Lush (en)       | Libéral                   | 1996 - 1999    | 43e         |
|            | Tom Lush (en)       | Libéral                   | 1999 - 2003    | 44e         |
|            | Paul Oram (en)      | Progressiste-conservateur | 2003 - 2007    | 45e         |
|            | Paul Oram (en)      | Progressiste-conservateur | 2007 - 2009    | 46e         |
|            | Sandy Collins (en)  | Progressiste-conservateur | 2009 - 2011    | 46e         |
|            | Sandy Collins (en)  | Progressiste-conservateur | 2011 - 2015    | 47e         |
|            | Colin Holloway (en) | Libéral                   | 2015 - 2019    | 48e         |
|            | Lloyd Parrott (en)  | Progressiste-conservateur | 2019 - 2021    | 49e         |
|            | Lloyd Parrott (en)  | Progressiste-conservateur | 2021 - présent | 50e         |